# Kolisnyky (rejon pryłucki)
Kolisnyky (ukr. Колісники) – wieś na Ukrainie, w obwodzie czernihowskim, w rejonie pryłuckim, w hromadzie Suchopołowa. W 2001 liczyła 273 mieszkańców, spośród których 266 wskazało jako ojczysty język ukraiński, a 7 rosyjski.